# John McCarthy
John McCarthy (4. září 1927, Boston – 23. října 2011, Palo Alto) byl americký informatik a kognitivní vědec. V roce 1971 obdržel Turingovu cenu za přínos v oboru umělé inteligence. V roce 1955 navrhl na konferenci v Dartmouthu používat pojem „umělá inteligence“, který se také ujal. John McCarthy byl také tvůrce programovacího jazyka Lisp.